# كارلوس روكا
كارلوس روكا (بالإنجليزية: Carlos Roca)‏ (4 سبتمبر 1984 بمانشستر في المملكة المتحدة - ) هو لاعب كرة قدم بريطاني في مركز الوسط. لعب مع أولدهام أثلتيك ونادي ريل ونادي كارلايل يونايتد ونادي اتحاد مانشستر ونادي تشورلي ونورثويتش فيكتوريا ونادي ألترينتشام وDroylsden F.C. ‏.

## وصلات خارجية
- كارلوس روكا على موقع قاعدة بيانات كرة القدم.إي يو (الإنجليزية)
- كارلوس روكا على موقع Soccerbase.com (لاعب) (الإنجليزية)
- كارلوس روكا على موقع Soccerway.com (الإنجليزية)